# 宣乘寺正殿
宣乘寺正殿是一座古建筑，建于宋，位于山西省晋中市榆次区长凝镇西见子村。
2016年6月6日，宣乘寺正殿公布为第五批山西省文物保护单位。